# Clodoaldo Pinto
Professor Clodoaldo Pinto de Mesquita (Quixeramobim, Ceará, 27 de outubro de 1896 - Fortaleza, Ceará, 12 de julho 1979) foi um advogado criminalista e promotor de justiça cearense. Era lente da Faculdade de Direito da Universidade Federal do Ceará, da qual foi Diretor, e membro do Instituto do Ceará – Histórico, Geográfico e Antropológico. Atuou ainda como jornalista e escritor, integrando a Academia Cearense de Letras.

## Biografia
Filho de Pedro Pinto de Mesquita e de Maria Raimunda de Oliveira Pinto, nasceu a 27 de outubro de 1896, no então povoado de Belém do Machado, hoje cidade de Itatira, sede do Município do mesmo nome, que naquela oportunidade integrava Quixeramobim como um de seus distritos.
Formado pela Faculdade de Direito do Ceará (1919), foi promotor de justiça nas comarcas de Maranguape, Tauá e Fortaleza; professor catedrático de Direito Penal da Faculdade de Direito do Ceará e assessor jurídico da Universidade Federal do Ceará; desembargador do Tribunal de Justiça, nomeado pelo interventor Beni Carvalho.
Ingressou na Academia Cearense de Letras no dia 21 de maio de 1930, por ocasião da segunda reorganização do sodalício, ocupando a cadeira número 21, cujo patrono é Liberato Barroso. Após a reorganização de 1951, passou a ocupar a cadeira número 20, permanecendo como patrono Liberato Barroso.
Foi membro do Instituto do Ceará e sócio fundador do Instituto Cearense de Genealogia.
Recebeu a Medalha José de Alencar do governo do Estado do Ceará e o título de Professor Emérito da UFC.
Faleceu em Fortaleza, no dia 12 de julho de 1979.

## Obras principais
- Decadência em matéria penal (1934);[3][4]
- Inafiançabilidade em Direito Punitivo (1935);[3][4]
- Quatro estudos (1936);[3][4]
- Reclamação anulatória contra a eleição última (1943);[3][4]
- Legítima defesa autêntica (1947);[3][4]
- Um caso de álibi (1952);[3][4]
- Absolvição preliminar (1954);[3][4]
- O conflito de Alencar (1957);[3][4]
- O crime de Itapagé (1959);[3][4]
- O caso Frias (1963).[3][4]